# روني روزنتال
روني روزنتال (بالعبرية: רוני רוזנטל‏) (11 أكتوبر 1963 بحيفا في إسرائيل - ) هو لاعب كرة قدم إسرائيلي في مراكز جناح ‏ والوسط والهجوم. شارك مع منتخب إسرائيل لكرة القدم. أما مع النوادي، فقد لعب مع توتنهام هوتسبير وستاندارد لييج ومكابي حيفا ونادي كلوب بروج ونادي لوتون تاون ونادي ليفربول ونادي واتفورد.

## مسيرته الكروية
لعب روني روزنتال خلال مسيرته الاحترافية مع 6 أندية في واحد وعشرون موسمًا وسجل خلالها 112 هدف ضمن 433 مباراة. حيث فاز في موسم واحد بالكأس وفي خمسة مواسم بالدوري.
خاض روني روزنتال مسيرته مع نادي مكابي حيفا في موسم 1980–81 ليلعب معه ستة مواسم، مشاركًا في 154 مباراة سجل خلالها 44 هدفًا. ثم انتقل إلى نادي كلوب بروج في موسم 1986–87 ولمدة موسمين، حيث شارك في 43 مباراة سجل خلالها 15 هدفًا. لينتقل بعدها إلى نادي ستاندارد لييج في موسم 1988–89 ولمدة موسمين، مشاركًا في 44 مباراة سجل خلالها 20 هدف. ثم انتقل إلى نادي ليفربول في موسم 1989–90 ليلعب معه خمسة مواسم، مشاركًا في 74 مباراة سجل خلالها 21 هدفًا. هذا وانتقل لاحقًا إلى نادي توتنهام هوتسبير في موسم 1993–94 ليلعب معه أربعة مواسم، مشاركًا في 88 مباراة سجل خلالها 4 أهداف. ثم انتقل بعدها إلى نادي واتفورد في موسم 1997–98 ولمدة موسمين، مشاركًا في 30 مباراة سجل خلالها 8 أهداف.

## وصلات خارجية
- روني روزنتال على موقع الاتحاد الدولي (مؤرشف)  (الإنجليزية)
- روني روزنتال على موقع الاتحاد الأوربي (الإنجليزية)
- روني روزنتال على موقع قاعدة بيانات كرة القدم.إي يو (الإنجليزية)
- روني روزنتال على موقع ناشيونال فوتبول تيمز (الإنجليزية)
- روني روزنتال على موقع Soccerbase.com (لاعب) (الإنجليزية)
- روني روزنتال على موقع عالم كرة القدم.نت (الإنجليزية)